# OutRun 2006: Coast 2 Coast
OutRun 2006: Coast 2 Coast est un jeu vidéo de course automobile, développé par Sumo Digital et édité par Sega, sorti en 2006 sur PlayStation 2, Xbox, PlayStation Portable et sous Windows,.

## Description
Suite du célèbre Out Run, sorti sur borne d'arcade en 1986, cette course automobile met en scène l'arcade pure avec le plaisir de piloter l'ensemble de la collection des prestigieuses voitures du constructeur automobile Ferrari,, accompagné de partenaires féminines.